# Hollywood: Departamento de homicidios
Hollywood: Departamento de homicidios (Hollywood Homicide) es una película de comedia y acción estadounidense del año 2003 protagonizada por Harrison Ford y Josh Hartnett.
La película también cuenta con Lena Olin, Lolita Davidovich, Martin Landau, Bruce Greenwood, Isaiah Washington, Lou Diamond Phillips, Keith David, Gladys Knight, Master P, André Benjamin en papeles secundarios, y con Eric Idle haciendo un cameo. Fue escrita por Robert Souza y Ron Shelton, dirigida por Shelton y producida por Lou Pitt.
La película está basada en la experiencia real de Souza, que era detective de homicidios en la División de Hollywood del Departamento de Policía de Los Ángeles y tuvo un segundo empleo como agente de bienes raíces durante sus últimos diez años en el cuerpo.

## Trama
El sargento Joe Gavilan (Ford) es un detective de homicidios de Hollywood con problemas financieros, que desde hace varios años ha tenido un segundo empleo como agente de bienes raíces, vende casas y gana una comisión por ofrecerlas. Su compañero es K. C. Calden (Hartnett), un agente mucho más joven que enseña yoga por otro lado y quiere ser actor.
El dúo es comisionado a investigar los asesinatos de cuatro hombres, miembros de un grupo de rap llamado H2OClick que fueron asesinados a tiros en un club nocturno por dos asaltantes desconocidos. Mientras investigan, los detectives descubren que hubo un testigo que escapó desapercibido. Gavilan se distrae por un negocio de bienes raíces cuando se avecina y puede ser la clave para salir de deudas, mientras que su compañero Calden persigue sus sueños de actuar al tratar de atraer agentes cazatalentos, mientras resuelve el caso del asesinato, logra vender una casa muy grande al dueño del club afectado por la balacera, al presentarse como agente vendedor de casas y gana una comisión por su venta. 
Desconocido para los detectives, Antoine Sartain (Washington), el mánager de H2OClick, hace eliminar a su jefe de seguridad por los dos asesinos a sueldo que había contratado para llevar a cabo los asesinatos de H2OClick. Gavilan y Calden, al principio habían creído que los asesinatos estaban relacionados con pandillas, pero Gavilan ve los cuerpos de los asesinos a sueldo en el tanatorio y concluye que murieron a manos de otra persona.
Gavilan se entera por una agente encubierta (Phillips) haciéndose pasar por una prostituta, que el compositor de H2OClick, un hombre llamado K-Roc, ha desaparecido. Gavilan cree que es el testigo del asesinato. Resulta difícil localizar a K-Roc cuando no pueden determinar su verdadero nombre. Se revela más tarde que K-Roc es Oliver Robideaux, el hijo de Olivia Robideaux (Knight) una excantante de Motown. 
La llegada del teniente Bernard "Benny" Macko (Greenwood) de Asuntos Internos en la sede, inquieta a Gavilan, ellos tienen una mala historia trabajando juntos porque Gavilan demostró que estaba equivocado en un caso de hace años. El interés amoroso de Gavilan, la psíquica Ruby (Olin), solía salir con Macko, que tiene la intención de quitarle la insignia a Gavilan, yendo tan lejos como para tratar de incriminarlo.
Gavilan y Calden forman un vínculo más estrecho. Calden revela que su padre Danny Calden, también un policía, había sido misteriosamente asesinado a tiros durante una operación encubierta que salió mal. El socio del viejo Calden en el momento, Leroy Walsey, estaba implicado en el asesinato, pero posteriormente fue puesto en libertad por falta de pruebas.
K-Roc es seguido hasta su casa, donde Olivia Robideaux insiste en la inocencia de su hijo y afirma que Antoine Sartain, el mánager del grupo, fue el verdadero culpable. Sartain había estado malversando dinero de H2OClick, cuyos miembros se enteraron y amenazaron con contratar abogados para anular sus contratos y pedir el dinero faltante de regreso. Sartain contrató a los asesinos a sueldo como una "lección" para todos los clientes de su compañía discográfica. También resulta que el jefe de seguridad de Sartain es Leroy Walsey, y Macko estaba confabulado con él.
Los detectives se preparan para arrestar a Walsey y a Sartain, pero no los pueden localizar. Gavilan pide la ayuda de Ruby, quien, después de una breve sesión de meditación, lo lleva a él y a Calden a una tienda de ropa de Beverly Hills para encontrar a los culpables con sus poderes psíquicos. Sartain y sus hombres, incluyendo a Walsey, pasan conduciendo por la tienda, y Gavilan y Calden los siguen en una persecución de coches salvaje por las calles de Los Ángeles.
Después de un accidente, y un tiroteo posterior en frente al Teatro Chino de Grauman, Gavilan atrapa a Sartain, mientras que Calden persigue a Walsey. Durante una lucha, Gavilan trata de capturarlo y finalmente se las arregla para lanzar a Sartain desde la parte superior de un edificio, causándole la muerte. Mientras tanto, Calden atrapa a Walsey en un callejón, y Walsey apunta con un arma a Calden, ahora herido en el suelo pide no lo mate, Walsey lo humilla y admite haber matado al padre del detective. Calden utiliza su talento de actuación para rogar y suplicarle perdonar la vida, distrayendo a Walsey lo suficiente, justo cuando está por apretar el gatillo, Calden golpee el arma y hiera a Walsey con su propia arma en los brazos y piernas, superando su deseo de matar al hombre desarmado y herido en el suelo por asesinar a su padre, Calden lo arresta. 
Gavilan y Calden se reúnen como los agentes del Departamento de Policía de Los Ángeles se meten en la escena en el fondo. Macko aparece y pide la detención de los dos agentes, pero Macko es arrestado por su asociación con Walsey y Sartain, en los crímenes de la banda de música y los asesinos contratados.
Con el caso cerrado, Gavilan y Ruby (con un vestido que compró en esa tienda de ropa) asisten a una producción de Un tranvía llamado Deseo, en la que Calden promueve sus ambiciones interpretando a Stanley Kowalski. Se supone que Gavilan ha logrado negociar el acuerdo de bienes raíces. Los dos policías al final, sin embargo, reciben llamados desde la central para investigar otro caso, y se van en la mitad de la obra de teatro.

## Reparto
- Harrison Ford como el Detective-Sargento Joe Gavilan.
- Josh Hartnett como el Detective K. C. Calden
- Isaiah Washington como Antoine Sartain.
- Lena Olin como Ruby.
- Bruce Greenwood como el Teniente Bennie Macko.
- Lolita Davidovich como Cleo Ricard.
- Keith David como Leon.
- Master P como Julius Armcomo.
- Gladys Knight como Olivia Robidoux.
- Jennette McCurdy como la hija de la furgoneta familiar.
- Lou Diamond Phillips como Wanda.
- Meredith Scott Lynn como Det. Jackson
- Tom Todoroff como Det. Zino
- James MacDonald como Danny Broome.
- Kurupt como Oliver "K-Ro" Robidoux.
- Eric Idle como la celebridad.
- André Benjamin como Silk Brown.
- Dwight Yoakam como Leroy Walsey.
- Martin Landau como Jerry Duran.
- Marc Meyer Sound Effect Editor.

## Producción
Los papeles de Gavilan y Calden se dieron previamente a John Travolta y Joseph Gordon-Levitt, respectivamente, antes de que Harrison Ford y Josh Hartnett finalmente firmaran.
A lo largo de la filmación, según los informes, Ford y Hartnett no se llevaban bien. Aparentemente, las cosas se pusieron tan tensas que los dos no se miraban a los ojos cuando compartían escenas con Ford llamando a Hartnett "punk", mientras que Hartnett respondió llamando a Ford "viejo pedo". Según los informes, trasladaron la disputa a la gira promocional de la película.

## Recepción
La película no fue bien recibida por los críticos. En el sitio web de revisión de películas Rotten Tomatoes, tiene un índice de aprobación del 30% basado en los 155 comentarios críticos. Uno de los pocos principales críticos que dio una noticia positiva fue Roger Ebert, que le dio a la película 3 estrellas de 4.

## Taquilla
La película no tuvo un buen desempeño en la taquilla, cubriendo sólo $51 millones de su presupuesto de $75 millones. Se abrió en el número 5 y recaudó $11.112.632 en el primer fin de semana. La película concluyó su taquilla después de 12 semanas, recaudando $30.940.691 en Canadá y los Estados Unidos y $20.201.968 en otros mercados de todo el mundo con un total de $51.142.659.